# Юнгстедт, Андерс
Андерс Юнгстедт (швед. Anders Ljungstedt; 23 марта 1759, Линчёпинг, Эстергётланд — 10 ноября 1835, Португальский Макао) — шведский купец, историк и государственный деятель.

## Начало карьеры
Андерс родился в Линчёпинге в небогатой семье. Будучи способным к наукам, он пуступил в Уппсальский университет, но был вынужден покинуть университет из-за финансовых трудностей. В 1784 году он отправился в Россию, где в течение 10 лет работал преподавателем. По возвращении в Швецию устроился в аппарат правительства и работал переводчиком русского языка при короле Густаве IV Адольфе во время его поездки в Россию.

## Работа в Макао
Позднее Юнгстедт устроился в Шведскую Ост-Индскую компанию. После ее закрытия переехал в Макао, где стал работать в сфере торговли. Пожалован королём Швеции в рыцари Ордена Вазы. В 1820 году был назначен первым шведским консулом в Китае. Юнгстедт интересовался историей Макао и был первым представителем Запада, опровергшим португальский тезис о том, что Империя Мин официально отказалась от суверенитета над Макао. Похоронен на протестантском кладбище в Макао. Сегодня имя Юнгстедта носит гимназия в родном Линчёпинге и улица в Макао. Улица Юнгстедта (англ. Avenida Sir Anders Ljungstedt, кит. 倫斯泰特大馬路) была названа в его честь местными португальскими властями в 1997 году.

## Публикации
- Ljungstedt, Anders. An Historical Sketch of the Portuguese Settlements in China, and of the Roman Catholic Church and Mission in China; a Supplementary Chapter, Description of the City of Canton. Boston: James Munroe & Co., 1836. Reprint, Hong Kong: Viking Hong Kong Publications, 1992.